# Попугай, говорящий на идиш
«Попуга́й, говоря́щий на и́диш» — художественный фильм 1990 года режиссёра Эфраима Севелы. По повести Эфраима Севелы «Мама».

## Сюжет
Молодой Янкель Лапидус живёт в Вильно. Так и не научившись завязывать шнурки на обуви, он любит свою маму и готовится поступать в Варшавский университет. По этому случаю портной Хаймович шьёт Янкелю костюм, а у портного есть попугай говорящий на идиш. Лапидус поступает в университет, хотя и терпит антисемитские правила (слушателям-евреям нельзя сидеть рядом с слушателями-христианами) этого заведения, но начать учебный год ему не удаётся. 1 сентября 1939 года начинается Вторая мировой война. Янкеля мобилизуют в Польскую армию. В первом же сражении, его чуть было не сдает немцам собственный унтер-офицер Заремба. Но по случайности вместо немецкого плена он попадает в советский. Как польский военнопленный он отправляется в ГУЛаг, валить лес. 
Минует почти два года и уже Германия напала на Советский Союз, а поляки объявляются не врагами, а союзниками. Янкеля освобождают и отправляют во вновь созданную польскую армию, где его командиром опять становится Заремба. Их включают в состав армии генерала Андерса и направляют в Северную Африку. Так Лапидус проходит почти всю войну: Африка, затем Италия, после чего Франция. И везде он попадает в нелепые ситуации из-за своего неумения завязывать шнурки, но этот недостаток, не только спасает ему жизнь, но и делает его героем, в результате чего он получает от британцев и американцев высокие военные награды. 
Война оканчивается, но Лапидус не может вернуться домой, начинается Холодная война. Он остается в Париже и устраивается официантом в ресторан. Однако, после конфликта с состоятельным посетителем, польским эмигрантом-антисемитом, ему приходится завербоваться в Французский иностранный легион. Там он уже третий раз под руководством Зарембы проходит подготовку и знакомится с бывшим ССовцем Куртом, который рассказывает ему, что был во время войны в Вильно и что всех местных евреев уничтожили. Янкеля направляют в Индо-Китай, где идёт Индокитайская война. Там он попадает в плен к вьетминю, где его принимают за русского эмигранта и передают Советским властям. И вновь он валит деревья, отбывая срок в лагере. 
Отбыв срок, Янкель возвращается в Вильно, надеясь встретить маму. Он заходит к портному Хаймовичу и тот с трудом узнает его. У Хаймовича есть все тот же попугай говорящий на идиш. Как замечает Хаймович на языке на котором уже никто не говорит, ибо некому. Все что осталось на память Янкелю от мамы это её портрет. В годы оккупации всех евреев Вильно держали в гетто, а затем вывели за город и расстреляли. 
Фильм заканчивается сценой вывода еврейских жителей из города в их последний путь.

## В ролях
- Рамаз Иоселиани — Янкель Лапидус (главный герой картины, награждённый орденом «Пурпурного сердца» как Джек Лапидус и зачисленный в «Иностранный легион» как Жак Лапиду)
- Авангард Леонтьев — унтер-офицер Заремба (заместитель командира взвода Войска Польского, в котором «по призыву» оказывается Янкель на момент начала вторжения вермахта в Польшу, позднее жестокий командир наёмников-легионеров в Индокитае)
- Мария Полицеймако —  пани Лапидус (мать Янкеля Лапидуса, она же «Мама»)
- Семён Фарада — Хаймович, портной
- Альгис Матулёнис — Курт, легионер, бывший эсэсовец
- Аудрис Мечисловас Хадаравичюс — полицейский
- Анна Афанасьева — Каролина, девушка в борделе
- Юлия Менакерман — девочка
- Карина Моритц — девушка
- Вадим Жук — музыкант в римском ресторане
- Артём Иноземцев — начальник лагеря
- Евгений Герчаков — советский капитан
- Витаутас Канцлерис — председатель экзаменационной комиссии
- Михаил Евдокимов — метрдотель в парижском ресторане[1]
- Эфраим Севела — еврей на улице / офицер (нет в титрах)